# Saeed Jones
Saeed Jones (Memphis, Tennessee, 26 de noviembre de 1985) es un escritor y poeta estadounidense. La obra con la que debutó fue Prelude to Bruise (Preludio del golpe) fue finalista en 2014 del Premio del Círculo Nacional de Críticos de Libros de poesía. Su segundo libro, un libro de memorias, How We Fight for Our Lives ganó el Premio Kirkus de no ficción en 2019.

## Biografía
Nació en Memphis, Tennessee y creció en Lewisville, Texas. Fue a la Universidad de Kentucky Occidental y ganó una beca MFA en la Universidad de Rutgers

### Poesía
La Radio Pública Nacional (NPR) definió a Preludio del golpe, el libro de poesía con el que debutó Jones, "brillante, despiadado", "visceral y conmovedor." El Kenyon Review dijo que su obra "evoca un arriesgado, a menudo mítico, erotismo dentro de un brutalizador contexto de violencia." La revista TIME lo recomendada como "una fascinante lectura capaz de ser leída en pocas sesiones." Fue finalista en 2014 del Premio del Círculo de Críticos Nacional del Libro  en la categoría de poesía
Jones ha sido ganador del Premio Pushcart , del Premio de Poesía Joyce Osterwell de los Premios Literarios PEN y del Premio Literario Stonewall -Premio de literatura Barbara Gittings.  Fue finalista del Premio Literario Lambda para poesía Gay en 2014 Jones ha sido publicado en la colección de poesía de PBS NewsHour  y ha aparecido en ¡Tan Popular! con Janet Mock en el canal de TV norteamericano MSNBC Apareció en la portada de Hello Mr. en 2015.

### Prosa y otros proyectos
Jones trabajó anteriormente para BuzzFeed como el editor de LGBT y editor de Cultura. También en BuzzFeed, Jones fue copresentador del programa matinal de noticias BuzzFeed New's morning show desde el otoño de 2017 hasta mediados de 2019. Jones también escribió una columna para el boletín del lector de BuzzFeed titulada "Querida ferocidad ."
Su libro de memorias Cómo luchamos por nuestras vidas fue publicado por Simon & Schuster en 2019. El New Yorker calificó el contenido y el tono del libro como "urgente, inmediato, sin posibilidad de réplica". La Radio Pública Nacional lo llamó una " biografía excepcional " con "elementos que lo conectan profundamente con la poesía" y con"muchos de nosotros quienes crecimos soñando con la posibilidad de la movilidad social ascendente". El libro ganó el Premio Kirkus de No ficción en 2019 y el Premio Literario Lambda en 2020.

## Vida personal
Jones vive en Columbus, Ohio.

### Colecciones de poesía
- When the Only Light is Fire. Sibling Rivalry Press, 2011.

- Prelude to Bruise. Coffee House Press, 2014.

En Antología
- Ghost Fishing: An Eco-Justice Poetry Anthology. University of Georgia Press, 2018.

### Memorias
- How We Fight for Our Lives: A Memoir. Simon & Schuster. 2019. ISBN 9781501132735.